# Stapleford (Wiltshire)
Stapleford – wieś w Anglii, w hrabstwie Wiltshire. Leży 11 km na północny zachód od miasta Salisbury i 131 km na zachód od Londynu.